# 367
367 је била проста година.

## Догађаји
- Битка код Солицинијума: Цар Валентинијан I покреће казнену експедицију против Алемана због криза у Британији и Галији. Алемани поново прелазе Рајну и пљачкају Могунтијакум (данас Мајнц).
- Валентинијан I изјављује да хришћани неће бити присиљени да иду у школе за обуку гладијатора.
- Велика завера: Римски гарнизон на Хадријановом зиду се побунио и дозволио Пиктима из Каледоније да опустоше Британију. Истовремено, Атакоти (Ирска) и Саксонци из Германије напали су средњозападне и југоисточне границе острва. Пљачкали су градове и убијали, силовали и поробили римско-британске цивиле.
- Евномије из Кизика је протеран у Мавретанију због скривања узурпатора Прокопија.
- Зима – Валентинијан I мобилише огромну војску за своју кампању против Алемана и Франака. Он позива италијанске и илирске легије на пролећну офанзиву.
- Први корејски изасланик стиже у Јапан, изасланик владе Кударе.
- Први кодекс Новог завета (Библије) прави Свети Атанасије Александријски.
- Епифаније Саламински постаје епископ Саламински на Кипру.
- Цара Валенса крсти Евдоксије Антиохијски.
- У региону сазвежђа Персеј, звезда која није видљива голим оком и удаљена је 1.533 светлосне године од Земље, експлодирала је у нову. Светлост звезде, сада назване ГК Персеј, први пут је откривена на Земљи 21. фебруара 1901. године.

### Август
- 4. август – Грацијан добија титулу августа под својим оцем, Валентинијаном I.

### Новембар
- 16. новембар – Антипапа Урсицин је протеран од стране префекта у Галију.

## Смрти
- 13. јануар – Иларије из Поатјеа, византијски епископ, црквени доктор и светац (пр. око 315. године)